# Елица Тодорова
 Тази статия е за музикантката.  За художничката вижте Елица Тодорова (художничка).  
Елица Тодорова е българска народна певица, перкусионистка, музикална продуцентка и изобретателка.
През 2007 година, заедно с партньора си Стоян Янкулов, печели националната селекция на песенния конкурс „Евровизия“ с етнодръм изпълнението „Вода“ и представят България на провеждащите се в Хелзинки финали, където се класират на пето място. Шест години по-късно двамата се завръщат на „Евровизия“ – на 58-ото издание (Евровизия 2013), провело се в Малмьо, Швеция с песента „Само шампиони“. Барабаните „Космическо дърво“, „Олимпийският барабан на България“, „Барабан-Пирамида“ са сред инструментите изобретения, с които изпълнителката е оставила индивидуален почерк в световната етномузика.

## Биография
Родена е във Варна. Като дете прекарва 7 години с родителите си в Африка. Майка ѝ Павлинка Тодорова е вокален педагог и преподавател в музикалното училище във Варна с над 100 млади ученици, носители на най-престижните фолклорни награди. Баща ѝ Тодор Тодоров е главен готвач. Завършва Музикално училище „Добри Христов“, Варна, със специалност „Ударни инструменти“ в класа на Роза Сивриян, а след това и Музикално училище „Филип Кутев“ – Котел, със специалност народно пеене. Завършва Държавна музикална академия „Панчо Владигеров“, София, със специалност ударни инструменти. Солистка е на „Ансамбъл Варна“ и хор „Космически гласове от България“. През 2003 година заедно с партньора си Стоян Янкулов, считан за един от най-иновативните български перкусионисти, стартират проекта „Дръмбой“.
Сред инструментите, на които тя свири, са тарамбука, комплект барабани, маракаси, клавеси, пендари, пастирски звънци, прапорци, ластра, гуиро. Иначе традиционни перкусионни инструменти Тодорова използва по нетрадиционен начин, като с много импровизация смесва автентичен фолклор с джаз, дръм енд бейс, класическа и етно музика.
През 2005 г. получава наградата „Златен феномен“ за изключителни постижения в областта на певческото и инструментално изкуство и представянето на българската култура по света.
През февруари 2007 г. Елица Тодорова и Стоян Янкулов печелят правото да представят България на Евровизия 2007 с песента си „Вода“. На 10 май те се класират за финала на състезанието, а на 12 май заемат пето място в крайното класиране.
През 2008 г. екипът на БНТ и Лили Иванова канят Елица и Стоян да направят песента ѝ „Панаири“ в нов вариант с фолклорния глас на Елица, гайда и ударни инструменти в зала 1 на НДК за финала на Евровизия 2008.
През 2009 г. създава комикса „Стихия“ (Element) заедно с художника Даниел Атанасов, посветен на елементите огън, земя, въздух, вода. Премиерното му представяне е с концерти в Токио, Япония, съпътстван с екологична кампания „Keep the Earth clean“!
Заедно с 2000 българи в народни носии тя представя българската култура на Световния културен музикален фестивал, на Олимпийския стадион в Берлин през 2011 г. В изпълнението си премиерно представя и уникалния барабан патентован на нейно име – „Космическо дърво от България“.
През 2012 г. Елица Тодорова създава инструмент с името „Олимпийският барабан на България“.
40 са държавите, в които тя концертира с екипа си и представя българският фолклор и култура. Заедно със Стоян Янкулов са изпълнявали шоу програми пред принцеса Виктория, краля и кралицата на Швеция, папа Йоан Павел II, принц Албер II, Президентите на всички балкански държави, Дмитрий Медведев, Тодор Живков.
На 24 май 2011 г. в централата на ООН, певицата се включва в общ концерт със солисти от всички славянски държави.
От 2013 до 2017 година участва в трио в състав: Елица Тодорова (глас и ударни инструменти), Мартин и Кристиян Пищолски (тъпани и глас) на турнета в България и Европа.
През 2017 г. Елица пее и свири със 101 каба гайди на първия международен фестивал „Девин“ и на монумента „Камбаните“.
Работи дълги години с дъщерята на световноизвестния диригент Херберт фон Караян.
През 2021 г. издава своята илюстрирана автобиография „С ритъм и любов“.

## Награди
Елица Тодорова има над 69 награди и високи отличия.

## Дискография

### Студийни албуми
- 2004 – „Drumboy“/ „Дръмбой“, с участието на Теодосий Спасов, Иво Папазов, Петър Ралчев.
- 2010 – „Water“/ „Вода“
- 2014 – „Bulgarian Champions“/ „Българи шампиони – 2“, с участието на Петъо Костадинов, Скилър, Джами, Мартин и Кристиян Пищолски, Мирослав Иванов, Арабел фон Караян, DJ Климент, Ангел Демирев, Владислава и Александра Димитрови
- 2020 – „Велико“/ „Veliko“
- 2022 – „Вода Ремикси“/ „Water 2022“